# Memorial Park de Houston

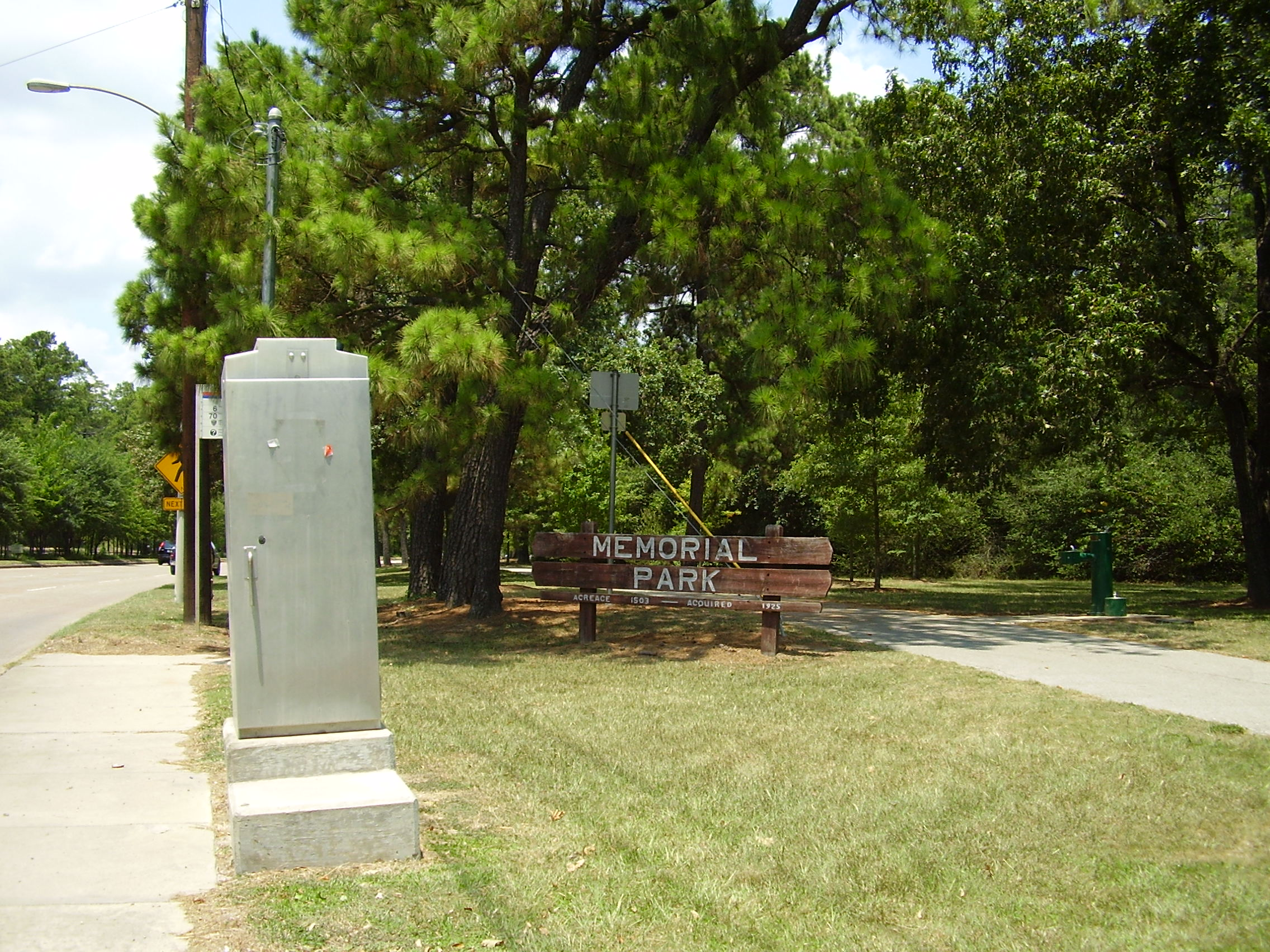
Le Memorial Park

Le Memorial Park de Houston, au Texas, est l'un des plus grands parcs urbains des États-Unis. Ouvert en 1924, il couvre une superficie d'environ 6 km2, à l'intérieur de la 610 Loop (la petite ceinture de Houston), à proximité du quartier du Memorial. Le Memorial Drive traverse le parc, en direction de l'est, vers le centre de Houston et à l'ouest vers la 610 Loop et l'Interstate 10 le borde au nord. Le parc fut à l'origine dessiné par les architectes Hare & Hare de Kansas City (Missouri). On estime sa fréquentation annuelle à plus de 4 millions de visiteurs.

## Avant 1924
De 1917 à 1923, le terrain du parc actuel était occupé par le Camp Logan (en), un terrain d'entrainement de l'US Army lors de la Première Guerre mondiale. Pendant la guerre, le camp se situait dans ce qui était alors la périphérie ouest de Houston. Au début 1924, Will et Mike Hogg, achetèrent 6 km2 de terrain du Camp Logan et le revendirent à la ville à prix coutant. En mai 1924, la ville de Houston pris possession du terrain et décida d'en faire un mémorial dédié aux soldats qui donnèrent leur vie lors de la Première Guerre mondiale.

## Description
Le parc comprend un parcours de golf de 18 trous qui ouvrit en 1936 et rénové en 1995. Son course rating est de 73 et son slope rating de 122. Le golf fut dessiné par John Bredemus. Il possède également des installations de tennis, softball, natation, croquet, volleyball, patinage, football, rugby et un parcours de jogging long de 5 km, très prisé des sportifs de Houston. Au sud du parc, on trouve des chemins qui s'enfoncent dans les bois, propices aux piqueniques et très appréciés des cyclistes. Le Houston Arboretum and Nature Center, un arboretum et jardin botanique, couvrant plus de 60 hectares, fait partie du parc. Le bâtiment du Nature Center fut construit en 1967.

## Source
- The Encyclopedia Americana. Danbury, Conn. : Grolier, 1981.  (ISBN 9780717201129)